# Баранов, Алексей Иванович
Алексей Иванович Баранов (род. 3 июня 1976) — российский хоккеист, нападающий. Мастер спорта России. Тренер.

## Биография
Воспитанник ДЮСШ Липецк, первый тренер О. И. Зайцев. В сезонах 1992/93 — 1994/95 играл за «Динамо-2» Москва. 10 марта 1995 года провёл единственный матч за первую команду.
Серебряный призёр юниорского чемпионата Европы 1994 года. На драфте НХЛ 1994 года был выбран в 8-м раунде под общим 190-м номером клубом «Тампа-Бэй Лайтнинг». Бо́льшую часть дальнейшней карьеры — 14 сезонов (1995/96 — 2000/01, 2002/03 — 2007/08, 2010/11 — 2011/12) — провёл в ХК «Липецк», сыграл 588 матчей, забил 98 шайб, сделал 213 передач. Два сезона (1998/99 — 1999/2000) отыграл в РХЛ, был капитаном команды. Также выступал за «Воронеж» (2001/02) и «Рязань» (2008/09 — 2009/10).
Тренер в команде НМХЛ МХК «Липецк» (2019/20 — 2020/21).